# Троїцька церква (Бураново)
Свя́то-Тро́їцька це́рква (Троїцька церква) — церква в селі Бураново Малопургинського району Удмуртії, Росія.
Прихід в селі Бураново був відкритий 1860 року. В його склад увійшли поселення, які раніше входили до складу приходу села Козлово. На 1870 рік до приходу відносились села Бураново, Єгорово, Сундуково, Бодино, Яган, Чутожмон, Микольський. Спочатку богослужіння проводились в молитовному домі, освяченому 14 вересня 1860 року. 1869 року при церкві було утворено церковне опікунство. 18 травня 1913 року почалось закладення нового кам'яного храму. Гроші на будівництво були виділені Іоанном Кронштадтським, якому Верещагін писав з проханням коштів. Сама церква була невелика, але в історію Удмуртії увійшла через те, що тут працювали видатні особи — І. В. Василь'єв та засновник удмуртської літератури, відомий педагог та етнограф Григорій Верещагін (1900—1924):
|  | Преосвященству Владимиру, что состоящий на диаконской вакансии в селе Бураново священник Григорий Верещагин согласно представителей Его Преосвященства от 27 марта сего года за № 203 по постановлению Епархиального начальства от 13—24 сего апреля определить на штатную вакансию священника в том же селе Бураново |

Цитата про церкву з газети за 1873 рік:
|  | Церковь Троицкая в селе Бураново каменная, построена в 1865 году на проценты с капитала, пожертвованного почётным гражданином О. Г. Черновым. В ней три престола: во имя Св. Троицы, св. Архистратига Михаила и св. Пророка Ильи. При церкви состоят: священник, диакон и два дьячка. Один из причетников пользуется казённою квартирою, прочие имеют свои дома. В приход, кроме села, входят семь деревень расстоянием от церкви от 2 до 6 вёрст, прихожан 1 236 мужского пола и 1 331 женского пола. Бураново от города Вятки 450 вёрст. Ближайшие сёла Козлово и Космодамянское (Бабино) в 8 верстах. По списку населённых мест 1859—1871 годов: Бураново при речке Сарапулка, от уездного города 35, от стана (Агрыз) 35 вёрст, число дворов — 77, число жителей — 278 — мужского пола, 309 — женского пола |

Церква була закрита 10 грудня 1939 року, будівля знесена. На сьогодні будівля церкви не збереглась. В серпні 2010 року на святкуванні 300-річчя села почались збори коштів на будівництво та відродження храму.